# Moulton-Ebene

Geraden in der Moulton-Ebene

Die Moulton-Ebene ist ein oft benutztes Beispiel für eine affine Ebene, in der der Satz von Desargues nicht gilt, also einer nichtdesargueschen Ebene. Damit liefern ihre Koordinaten zugleich ein Beispiel eines Ternärkörpers, der kein Schiefkörper ist. Sie wurde zuerst 1902 von dem amerikanischen Astronom Forest Ray Moulton beschrieben und später nach ihm benannt. 
Die Punkte der Moulton-Ebene sind die normalen Punkte der reellen Ebene und die Geraden sind die normalen Geraden der reellen Ebene mit der Ausnahme, dass Geraden mit negativer Steigung an der Y-Achse einen Knick haben, d. h. beim Passieren der Y-Achse ändert sich ihre Steigung: In der rechten Halbebene ist sie doppelt so groß wie in der linken Halbebene.

## Formale Definition
Wir definieren {\displaystyle {\mathfrak {M}}=\langle P,G,{\textrm {I}}\rangle } wie folgt als Inzidenzstruktur, wobei {\displaystyle P} die Menge der Punkte, {\displaystyle G} die Menge der Geraden und {\displaystyle {\textrm {I}}} die Inzidenzrelation „liegt auf“ bezeichnet:
{\displaystyle P:=\mathbb {R} ^{2}}
{\displaystyle G:=(\mathbb {R} \cup \{\infty \})\times \mathbb {R} ,}
wobei {\displaystyle \infty } lediglich ein formales Symbol {\displaystyle \not \in \mathbb {R} } ist.
Die Inzidenzrelation ist für {\displaystyle p=(x,y)\in P} und {\displaystyle g=(m,b)\in G} (siehe Geradengleichung) definiert durch
{\displaystyle p\,{\textrm {I}}\,g\iff {\begin{cases}x=b&{\textrm {falls}}\,m=\infty \\y=mx+b&{\textrm {falls}}\,m\geq 0\\y=mx+b&{\textrm {falls}}\,m\leq 0,x\leq 0\\y=2mx+b&{\textrm {falls}}\,m\leq 0,x\geq 0.\end{cases}}}
Man kann leicht nachweisen, dass diese Inzidenzstruktur die Axiome einer affinen Ebene erfüllt, also insbesondere, dass durch zwei verschiedene Punkte genau eine Gerade geht und dass es zu einer Geraden durch einen vorgegebenen Punkt genau eine Parallele gibt.

## Ungültigkeit des Satzes von Desargues

Desargues-Konstellation in der gewöhnlichen Ebene

Man geht aus von einer Desargues-Konstellation aus zehn Punkten und zehn Geraden in der gewöhnlichen euklidischen Ebene wie in nebenstehender Abbildung
und platziert sie derart, dass {\displaystyle X} als einziger der zehn Punkte eine negative {\displaystyle x}-Koordinate hat und nur eine der drei Geraden durch {\displaystyle X} eine negative Steigung hat (im Bild: die Gerade {\displaystyle XBC}).
Geht man jetzt über zur Moulton-Ebene, so bleiben alle Inzidenzen erhalten bis auf die bei {\displaystyle X}, d. h. die (Moulton-)Geraden {\displaystyle BC}, {\displaystyle B'C'} und {\displaystyle YZ} schneiden sich nicht alle in einem Punkt.
Somit hat der Satz von Desargues in der Moulton-Ebene keine allgemeine Gültigkeit.

## Anwendungen
Die Moulton-Ebene stellt durch ihre Existenz einen Beweis dar, dass nicht-desarguessche affine Ebenen existieren und sogar dafür, dass affine Ebenen existieren, die keine affine Translationsebenen sind. Da man zu jeder affinen Ebene eine zugehörige projektive Ebene konstruieren kann (den projektiven Abschluss), ist damit auch die Existenz von nicht-desargueschen projektiven Ebenen gesichert und sogar die Existenz von projektiven Ebenen, die keine Moufangebenen sind. Da in {\displaystyle PG(2,K)} der Satz von Desargues gilt, folgt daraus: Es können nicht alle projektiven Ebenen mit Hilfe der kanonischen Konstruktion aus 3-dimensionalen (Links-)Vektorräumen über einem (Schief-)Körper {\displaystyle K} beschrieben werden.

## Verallgemeinerungen

### Moulton-Ebenen vom reellen Typ
Analog zu der in diesem Artikel beschriebenen reellen Moulton-Ebene kann man ausgehend von einem beliebigen geordneten Körper affine Ebenen definieren, indem man die Multiplikation wie für die Moulton-Ebene modifiziert. Diese Verallgemeinerung ist im Artikel Kartesische Gruppe beschrieben.

### Endliche Moulton-Ebenen
Aus bestimmten endlichen Körpern kann man durch Modifikation der Multiplikation einen Quasikörper gewinnen. Die affine Ebene über einem solchen Quasikörper wird nach Pierce und Pickert als endliche Moulton-Ebene bezeichnet. Sie sind stets endliche affine Translationsebenen. Die algebraische Struktur ihrer Koordinatenbereiche ist im Artikel Quasikörper näher beschrieben.